# Сува планина
Сува планина (на сръбски: Сува планина) се намира в югоизточна Сърбия. Дължина 45 км и ширина 15 км.
Масива ѝ започва на изток от Ниш, и завършва южно от Бабушница.
Най-високите ѝ върхове се издигат на 1810 и 1683 метра надморска височина, а трети в класацията е Соколов камък с 1523 м.
През 1443 г. тук се провежда битка между кръстоносците на крал Владислав III Варненчик и Янош Хуняди и турски войски.